# Invasiones mongolas de Vietnam
Las invasiones mongolas de Vietnam o las guerras mongol-vietnamitas fueron campañas militares lanzadas por el Imperio mongol, y más tarde por la dinastía Yuan, contra el reino de Đại Việt, gobernado por la dinastía Trần (actual norte de Vietnam), y el reino de Champa (actual sur de Vietnam) en 1258, 1282–1284, 1285 y 1287–88. Varios académicos tratan las campañas como un éxito debido al establecimiento de relaciones tributarias con Đại Việt a pesar de que los mongoles sufrieron importantes derrotas militares. En contraste, la historiografía vietnamita considera la guerra como una gran victoria contra los invasores extranjeros a quienes llamaron «los yugos mongoles».
La primera invasión comenzó en 1258 bajo el Imperio mongol unido, ya que buscaba caminos alternativos para invadir la China de la dinastía Song. El general mongol Uriyangkhadai logró capturar la capital vietnamita Thăng Long (actual Hanói) antes de dar la vuelta hacia el norte en 1259 para invadir la actual Guangxi de la dinastía Song como parte de un ataque mongol coordinado con ejércitos atacando en Sichuan, bajo el mando de Möngke Kan, y otros ejércitos mongoles atacando en las actuales Shandong y Henan. La primera invasión también estableció relaciones tributarias entre el reino vietnamita, anteriormente un estado tributario de la dinastía Song, y la dinastía Yuan. En 1282, Kublai Kan y la dinastía Yuan lanzaron una invasión naval contra Champa que también resultó en el establecimiento de relaciones tributarias.
Con la intención de exigir un mayor tributo y la supervisión directa de los Yuan de los asuntos locales de Đại Việt y Champa, fue lanzada otra invasión en 1285. La segunda invasión de Đại Việt no logró sus objetivos, y los yuan lanzaron una tercera invasión en 1287 con la intención de reemplazar al gobernante de Đại Việt, Trần Nhân Tông, que no cooperaba con el príncipe de Trần, Trần Ích Tắc. Al final de la segunda y tercera invasiones, que implicaron tanto éxitos iniciales como grandes pérdidas para los mongoles, Đại Việt y Champa decidieron aceptar la supremacía nominal de la dinastía Yuan y servir como estados tributarios para evitar más conflictos.

## Antecedentes
En la década de 1250, el Imperio mongol controlaba grandes extensiones de territorio en Eurasia, incluida gran parte de Europa del Este, Anatolia, China del Norte, Mongolia, Manchuria, Asia Central, Tíbet y Asia Occidental. Möngke Kan (r. 1251-1259) planeó atacar a la dinastía Song en el sur de China desde tres direcciones en 1259. Por lo tanto, ordenó al príncipe Kublai que pacificara el reino de Dali. Uriyangkhadai dirigió campañas exitosas en el suroeste de China y pacificó a las tribus en el Tíbet antes de girar al este hacia Đại Việt en 1257.
En el otoño de 1257, Uriyangkhadai envió tres cartas al gobernante vietnamita Trần Thái Tông (conocido como Trần Nhật Cảnh por los mongoles) exigiendo el paso hacia el sur de China. Trần Thái Tông se opuso a la invasión de un ejército extranjero a través de su territorio para atacar a su aliado, por lo que preparó soldados en elefantes para disuadir a las tropas mongolas. Después de que los tres enviados sucesivos fueran encarcelados en la capital Thang Long (actual Hanói) de Đại Việt, Uriyangkhadai invadió Đại Việt con los generales Trechecdu y Aju en la retaguardia.
En ese momento, Đại Việt era un reino budista floreciente en el sudeste asiático, que mantenía contactos diplomáticos y comerciales con la dinastía Song, el reino de Dali y muchos otros reinos del sudeste asiático. Los antepasados del clan Trần eran originales de la provincia de Fujian y luego emigraron a Đại Việt bajo el liderazgo de Trần Kinh 陳 京 (Chén Jīng), el antepasado del clan Trần en 1127. Sus descendientes, los gobernantes posteriores de Đại Việt, que eran de ascendencia mestiza, reemplazaron más tarde a la casa de Lý, estableciendo la dinastía Trần en 1226, que gobernó Vietnam (Đại Việt); y a pesar de muchos matrimonios mixtos entre los Trần y varios miembros de la realeza Lý, como en el caso de Trần Lý y Trần Thừa, algunos de los descendientes de la dinastía Trần y ciertos miembros del clan aún podían hablan chino, como cuando un enviado de la dinastía Yuan se reunió con el príncipe Trần Quốc Tuấn en 1282, que supo hablar chino perfectamente. El reino de Champa era un vecino cercano de Đại Việt desde principios del siglo X. El reino fue ocupado brevemente por el imperio jemer en el oeste a principios del siglo XIII. Frente a las amenazas de los mongoles, cham y vietnamitas formaron una alianza que luchó juntos contra los invasores.

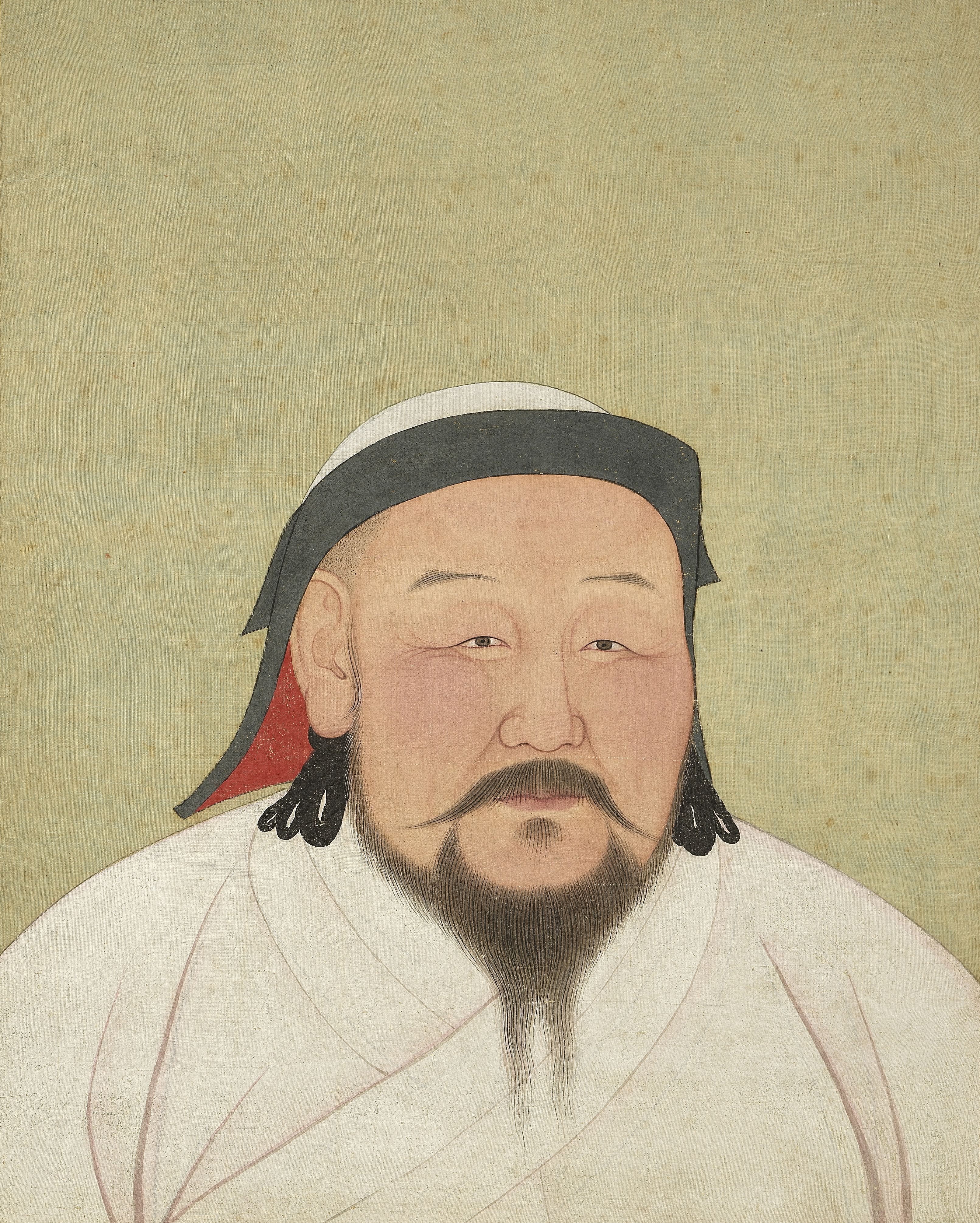
Kublai Kan, el quinto Gran Kan del Imperio mongol y fundador de la dinastía Yuan.

El historiador Liam Kelley señaló que personalidades de la dinastía Song de China como Zhao Zhong y Xu Zongdao escaparon a Đại Việt después de la invasión mongola de Song y ayudaron a los vietnamitas a luchar contra la invasión mongola. Los antepasados del clan Trần se originaron en la región china de Fujian, al igual que el clérigo chino taoísta Xu Zongdao, que registró la invasión mongola y se refirió a ellos como «bandidos del norte». Citó el Đại Việt sử ký toàn thư que decía: «Cuando la [dinastía] Song se perdió, su gente vino a nosotros. Nhật Duật los acogió. Estaba Zhao Zhong, quien sirvió como su guardia personal. Por lo tanto, entre los logros en derrotando a los Yuan [es decir, los mongoles], Nhật Duật tuvo los mayores».
Los oficiales militares y civiles de la China de los Song del Sur se escaparon a Vietnam y se casaron con la élite gobernante vietnamita, mientras que otros se fueron a Champa para servir al gobierno allí según lo registrado por Zheng Sixiao. Los soldados de Song formaban parte del ejército vietnamita preparado por el rey Trần Thánh Tông contra la segunda invasión mongola.

## Primera invasión mongola en 1258

Primera guerra mongol-vietnamita (1257-1258).

### Fuerzas mongolas
En 1258, una columna mongola al mando de Uriyangkhadai, el hijo de Subotai, invadió Đại Việt. Según fuentes vietnamitas, el ejército mongol estaba formado por al menos 30 000 soldados, de los cuales al menos 2000 eran tropas yi del reino de Dali. Los estudios modernos apuntan a una fuerza de varios miles de mongoles, enviados por Kublai para invadir con Uriyangkhadai al mando, que luchó con las fuerzas vietnamitas el 17 de enero de 1258. Algunas fuentes occidentales estimaron que el ejército mongol estaba formado por unos 3000 mongoles con 10 000 soldados yi adicionales.

### Campaña

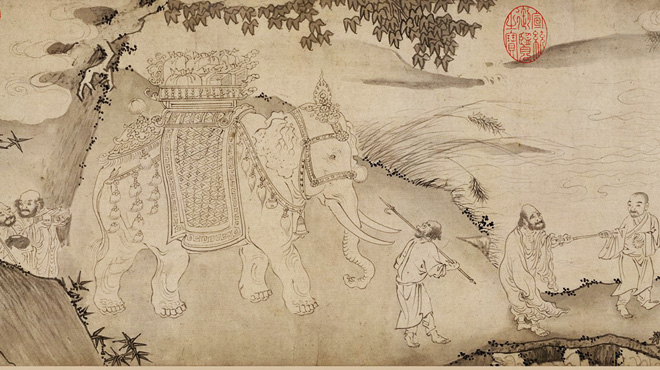
Elefante vietnamita, extraído del rollo de Truc Lam Mahasattva.

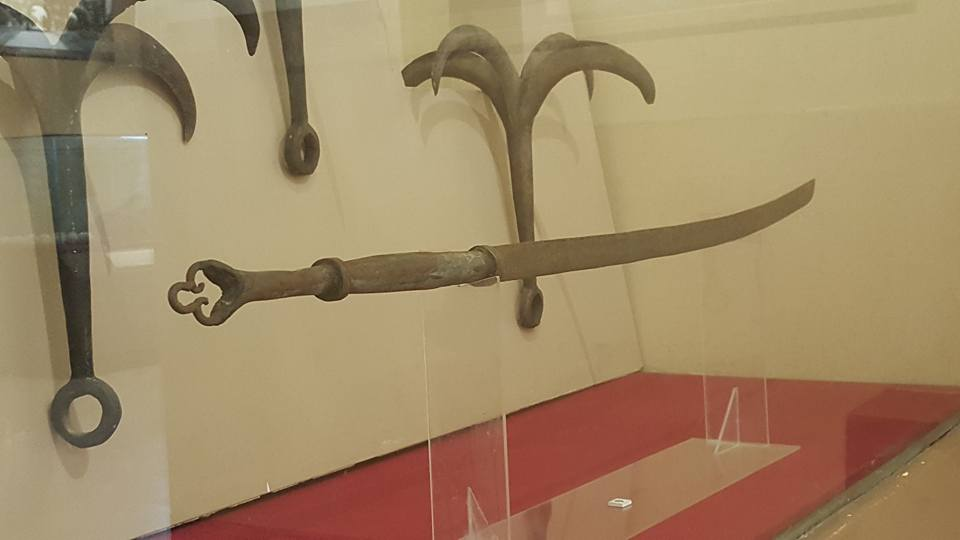
Espada đao del y ganchos de hierro. Período de la dinastía Trần, Tesoro Nacional, Museo de Historia Militar de Vietnam.

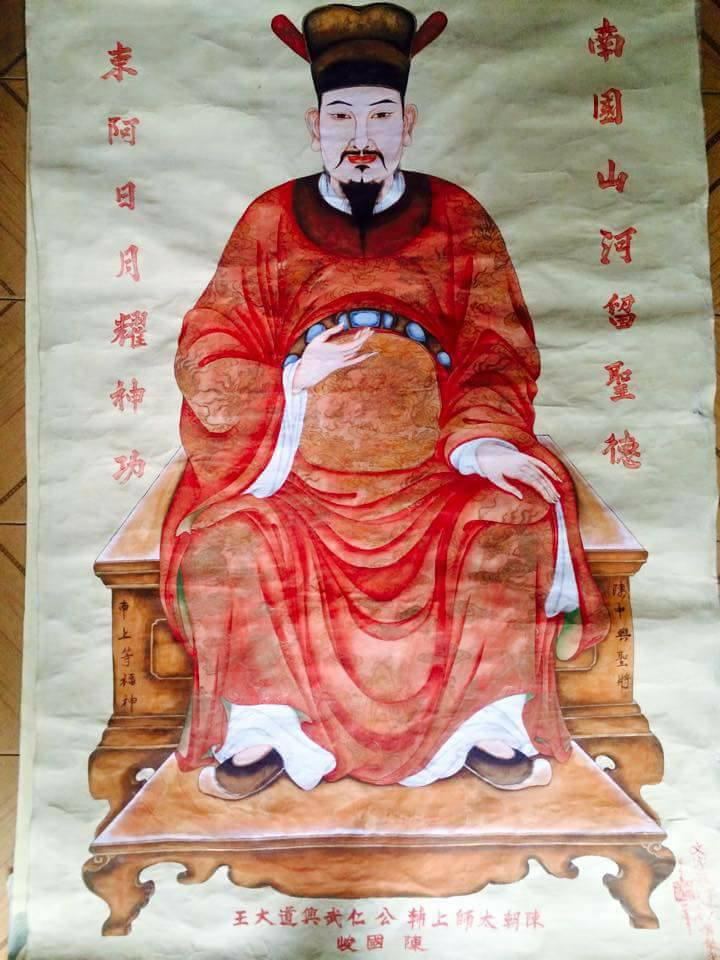
Retrato del príncipe Trần Quốc Tuấn (1228-1300), conocido por los mongoles como Hưng Đạo đại Vương, el héroe militar de Đại Việt durante la segunda y tercera invasión mongoles.

Segunda invasión mongola de Vietnam (1284-1285).

Se libró una batalla en la que los vietnamitas utilizaron elefantes de guerra, con el rey Trần Thái Tông dirigiendo a su ejército desde lo alto de un elefante. Aju ordenó a sus tropas que dispararan flechas a los pies de los elefantes, tras lo cual los animales entraron en pánico y causaron desorden en el ejército vietnamita, que fue derrotado. Los altos líderes vietnamitas pudieron escapar en botes preparados previamente mientras parte de su ejército fue destruido en No Nguyen (en la actual Việt Trì). El resto del ejército de Đại Việt volvió a sufrir una gran derrota en una feroz batalla en el puente Phú Lộ al día siguiente. Esto llevó al monarca vietnamita a evacuar la capital. Los anales de Đại Việt informaron que la evacuación fue «de manera ordenada»; sin embargo, esto se ve como un adorno porque los vietnamitas tuvieron que retirarse en desorden porque abandonaron sus armas en la capital.
El rey Trần Thái Tông huyó a una isla costera, mientras que los mongoles ocuparon la ciudad capital Thăng Long. Encontraron a sus enviados en prisión, de los cuales uno de ellos murió. En venganza, los mongoles masacraron a los habitantes de la ciudad. Aunque los mongoles habían capturado con éxito la capital, las provincias alrededor de la capital todavía estaban bajo control vietnamita. Mientras que en el material de origen chino a veces se malinterpreta diciendo que Uriyangkhadai se retiró de Vietnam debido al mal clima, Uriyangkhadai dejó Thang Long después de nueve días para invadir la actual Guangxi de la dinastía Song, en un ataque coordinado con ejércitos mongoles atacando en Sichuan bajo el mando de Möngke Kan y otros ejércitos mongoles atacando en la actuales Shandong y Henan. El ejército mongol ganó el apodo popular local de «enemigos budistas» porque no saquearon ni mataron mientras se desplazaban hacia el norte, a Yunnan. Después de la pérdida de un príncipe y la capital, Trần Thái Tông se sometió a los mongoles.
En 1258, el monarca vietnamita Trần Thái Tông inició relaciones diplomáticas regulares y una relación tributaria con la corte mongol, tratándolos como iguales a la dinastía Song del Sur, sin renunciar a sus vínculos con los Song. En marzo de 1258, Trần Thái Tông se retiró y dejó que su hijo, el príncipe Trần Hoảng, los sucediera en el trono. En el mismo año, el nuevo rey envió mensajeros a los mongoles en Yunnan. El líder mongol Uriyangkhadai exigió al rey que viniera a China para someterse en persona. El rey Trần Thánh Tông respondió: «Si mi pequeño país sirve sinceramente a su majestad, ¿cómo nos tratará su gran país?» Los enviados mongoles viajaron de regreso a Thăng Long, Yunnan y Dadu, y finalmente el mensaje de la corte vietnamita fue que los hijos o el hermano del rey serían enviados a China como rehenes.

## Invasión de Champa en 1282

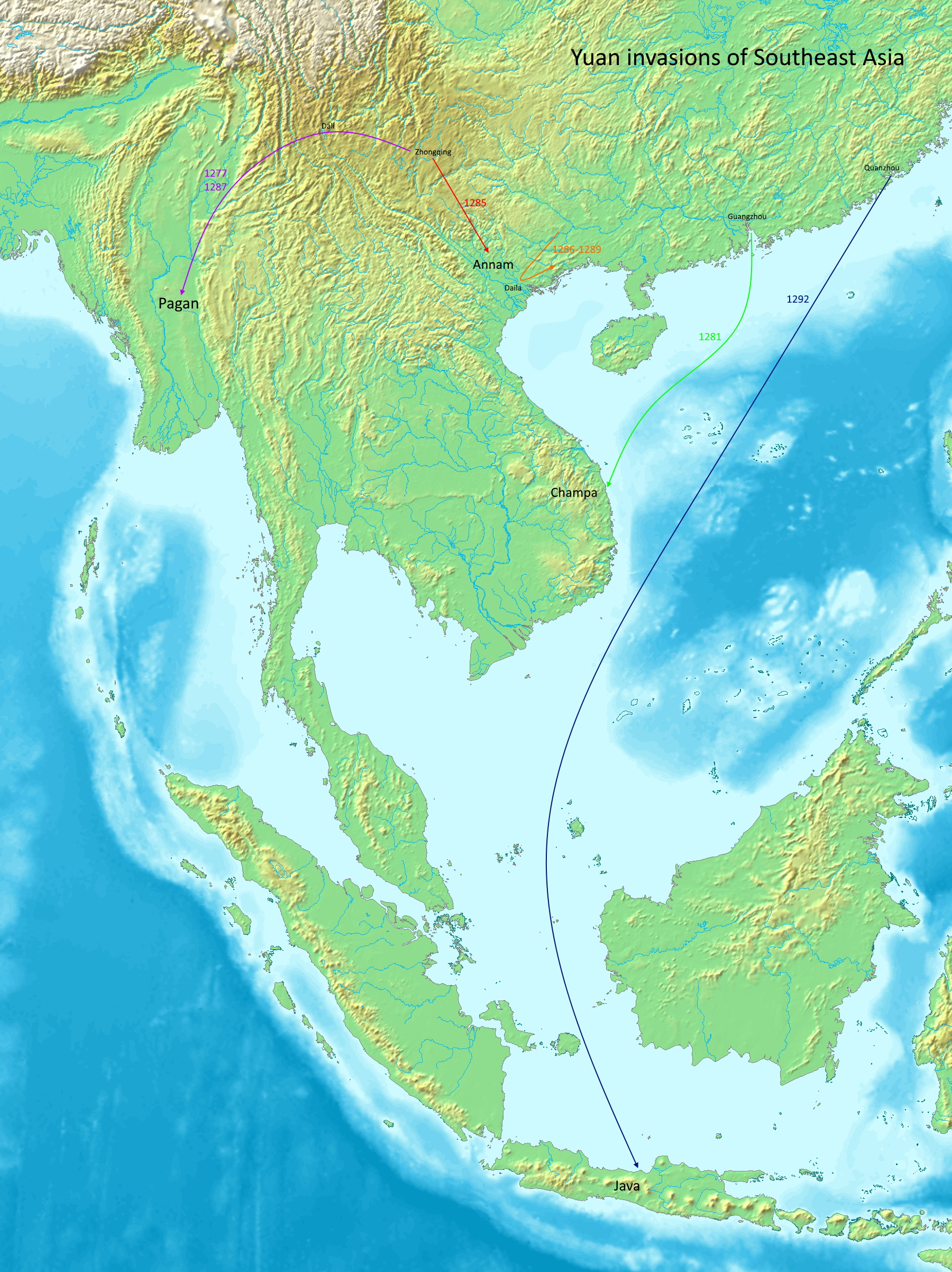
Campañas mongolas contra los reinos del sudeste asiático.

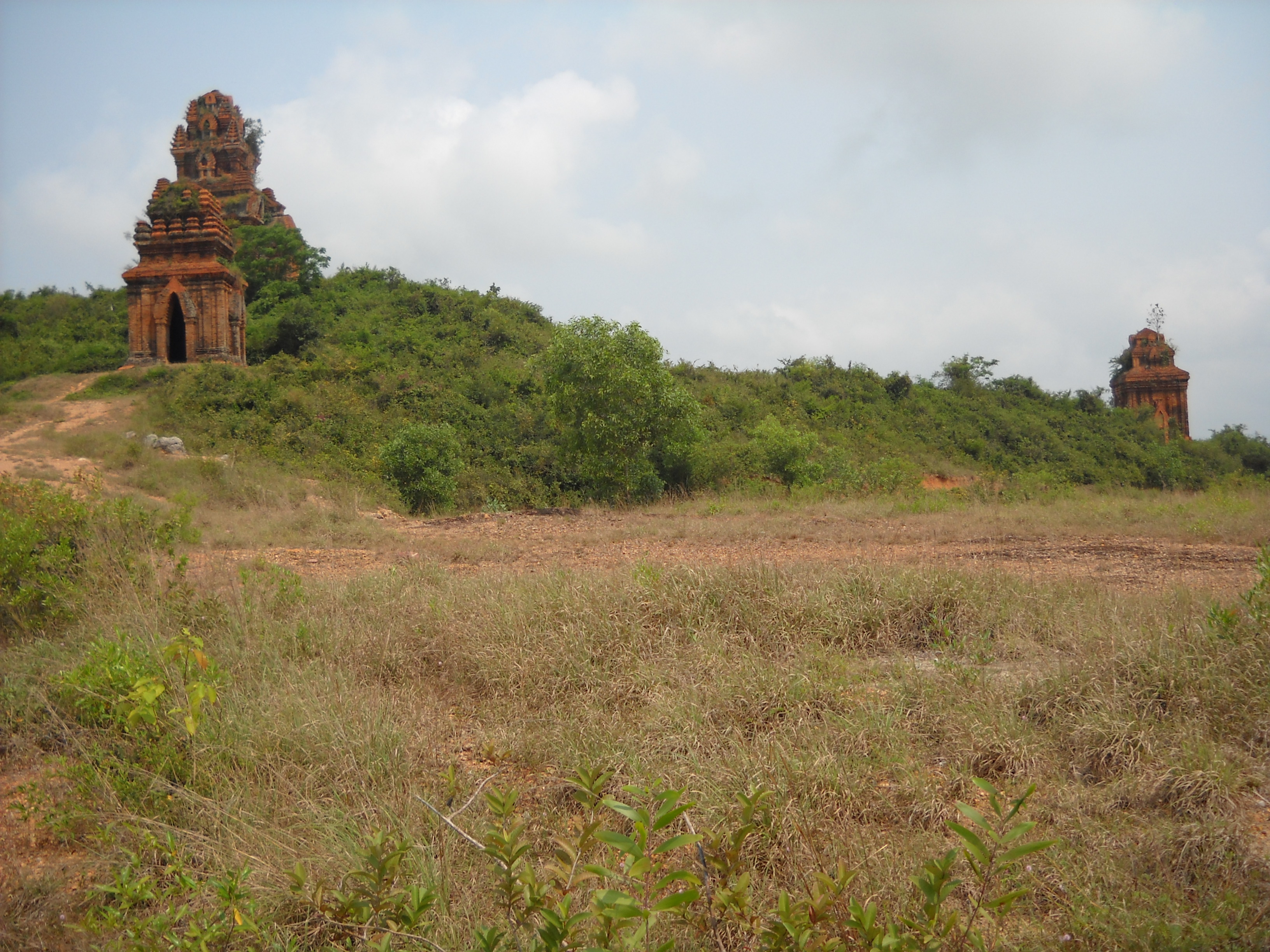
Restos actuales de la ciudad de Vijaya.

### Antecedentes y diplomacia
Con la derrota de la dinastía Song en 1276, la recién establecida dinastía Yuan dirigió su atención al sur, particularmente a Champa y Đại Việt. Un comandante del ejército en Guangxi escribió una carta a la corte de Yuan que decía que «las defensas de Champa eran tan débiles que yo podía conquistar el país con tres mil soldados de infantería y trescientos soldados de caballería», y los navegantes le dijeron a la corte que «se podía llegar fácilmente a Champa en un día de navegación desde Hainan». Kublai también estaba interesado en Champa porque, por su ubicación geográfica, dominaba las rutas marítimas entre China y los estados del sudeste y sur de Asia. Aunque el rey de Champa aceptó el estatus de protectorado mongol, su sumisión no fue voluntaria. A finales de 1281, Kublai emitió un edicto ordenando la movilización de un centenar de barcos y diez mil hombres, compuestos por fuerzas oficiales de Yuan, extropas de Song y marineros para invadir Sukhothai, Lopburi, Malabar y otros países, mientras que Champa «recibirá instrucciones de proporcionar los suministros de alimentos de las tropas». Sin embargo, sus planes fueron cancelados ya que la corte de Yuan discutió que enviarían enviados a estos países para que se sometieran al mongol. Esta sugerencia fue adoptada y exitosa para el Yuan, pero todas estas misiones tuvieron que pasar o detenerse en Champa. Kublai sabía que el sentimiento pro-Song era fuerte en Champa, el rey Cham había simpatizado con la causa Song. Un gran número de funcionarios, soldados y civiles chinos que huyeron del mongol se refugiaron en Champa, y habían inspirado e incitado a odiar al mongol. Así, en el verano de 1282, cuando los enviados de Yuan He Zizhi, Hangfu Jie, Yu Yongxian y Yilan pasaron por Champa, fueron detenidos y encarcelados por el príncipe Cham Harijit. En el verano de 1282, Kublai ordenó a Sogetu de los Jalair, el gobernador de Guangzhou, que dirigiera la expedición punitiva a los Chams. Kublai declaró: "El viejo rey (Jaya Indravarman V) es inocente. Los que se oponen a nuestra orden fueron su hijo (Harijit) y un chino del sur". En marzo de 1282, Sogetu dirigió una invasión marítima de Champa con 5.000 hombres, pero solo pudo reunir 100 barcos y 250 lanchas de desembarco porque la mayoría de los barcos Yuan se habían perdido en las invasiones de Japón.
La flota de Sogetu llegó a la costa de Champa, cerca de la actual bahía de Thị Nại en febrero de 1283. Los defensores cham ya habían preparado una empalizada de madera fortificada en la costa oeste de la bahía. Los mongoles desembarcaron a la medianoche del 13 de febrero con 4900 soldados y atacaron la empalizada por tres lados. Los defensores de Cham abrieron la puerta, marcharon hacia la playa y se encontraron con el Yuan con 10,000 hombres y varias decenas de elefantes. Los cham desplegaron 100 trabuquetes de contrapeso (hui hui pao 回回砲). Impertérrito, el experimentado general mongol seleccionó puntos de ataque y lanzó un asalto tan feroz que se abrieron paso y luego derrotaron inicialmente a los cham. Las fuerzas de Sogetu llegaron a la capital, Vijaya, y capturaron la ciudad dos días después, pero luego se retiraron y establecieron campamentos fuera de la ciudad. El anciano rey de Champa, Indravarman V, se retiró de la capital, evitando los intentos de los mongoles de capturarlo en las colinas. El rey cham y su príncipe Harijit se negaron a visitar el campamento mongol. Los cham ejecutaron a dos enviados mongoles y emboscaron a las tropas de Sogetu en las montañas. Su hijo libraría una guerra de guerrillas contra los mongoles durante los próximos dos años, y finalmente acabaría con los invasores. Por un espía capturado, Sogetu sabía que Indravarman tenía 20 000 hombres con él en las montañas, había convocado refuerzos cham desde Panduranga en el sur, y también había enviado emisarios a Đại Việt, al Imperio jemer y Java para buscar ayuda.
Preocupado por la resistencia del rey cham, Sogetu pidió refuerzos a Kublai. Los mongoles se retiraron a la empalizada de madera en la playa para esperar refuerzos y suministros. Los hombres de Sogetu descargaron los suministros y limpiaron el campo para cultivar arroz. Sogetu envió a dos oficiales a Camboya para entablar relaciones con ese país, pero fueron detenidos. En marzo de 1284, otra flota mongola de 200 barcos que transportaban con más de 20 000 tropas al mando de Ataqai y Arigh Khaiya se embarcó en una infructuosa misión para reforzarlo. Sogetu presentó su plan para que más tropas invadan Champa a través de Đại Việt, a lo cual Kublai aceptó, y puso a su hijo Toghon al mando, con Sogetu como segundo al mando.

## Segunda invasión mongola en 1285

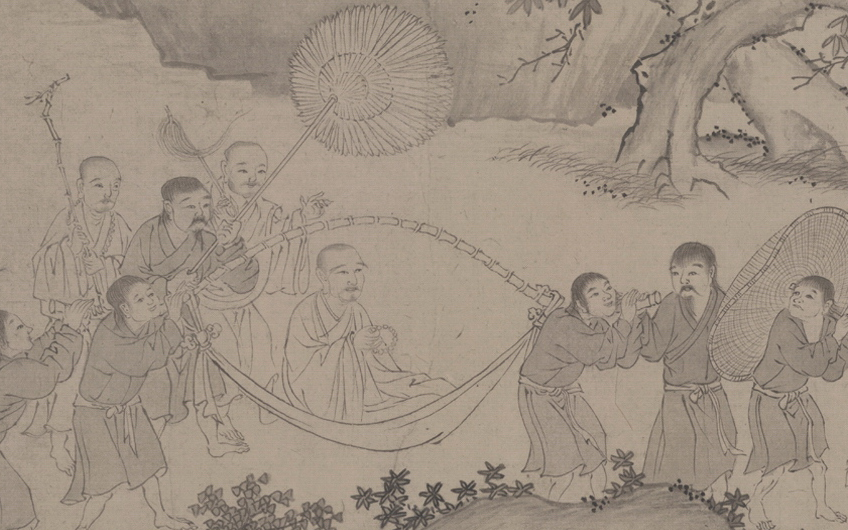
El rey Trần Nhân Tông fue el líder político de Đại Việt durante la invasión mongola, gobernando desde 1278 hasta 1293.

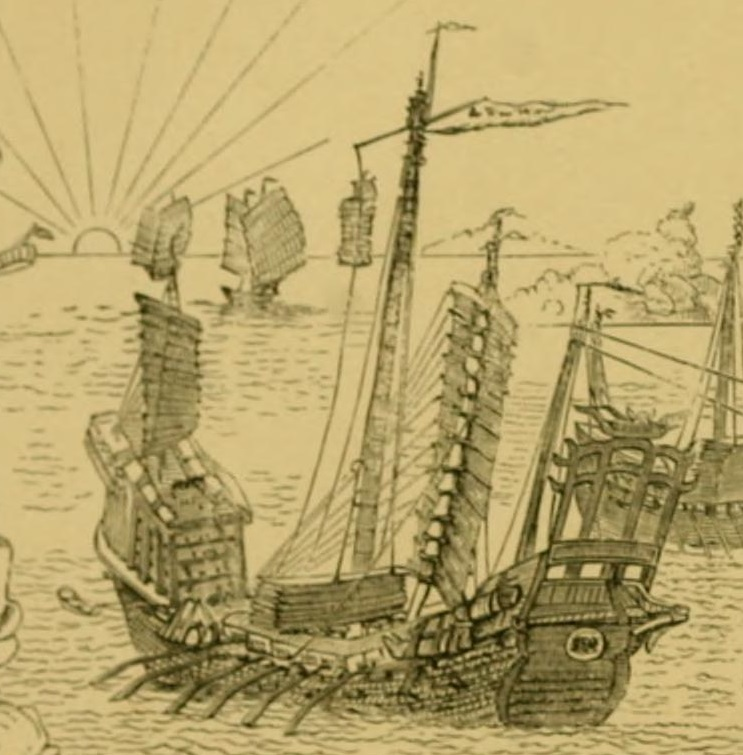
Buques de guerra mongoles, ilustración de sir Henry Yule.

### Antecedentes y diplomacia
En 1266, el monarca vietnamita Trần Thánh Tông (hijo de Trần Thái Tông - conocido por los mongoles como Trần Nhật Huyên) acordó reconocer el señorío de Kublai Kan, pero sin embargo, al año siguiente, rechazó los «Seis deberes de un estado vasallo» del emperador mongol, incluido el permiso para el emplazamiento de un darughachi (general regional) con autoridad sobre la administración local. Kublai Kan no estaba satisfecho con el arreglo tributario, que otorgó a la dinastía Yuan la misma cantidad de tributo que había recibido la anterior dinastía Song, y solicitó mayores pagos tributarios. Estas demandas incluían impuestos a los mongoles tanto en dinero como en trabajo, «incienso, oro, plata, cinabrio, madera de agar, sándalo, marfil, caparazón de tortuga, perlas, cuerno de rinoceronte, hilo de seda y tazas de porcelana.» Más tarde, en ese mismo año, Kublai le pidió a Đại Việt que enviara a China a dos comerciantes musulmanes que creía que estaban allí para ordenarles que sirvieran en misiones en las regiones occidentales y, aparentemente, designó al heredero de Yuan como "Príncipe de Yunnan" para que tomara el control de Dali, Shanshan (Kunming) y Đại Việt; esto significaba que Đại Việt debería incorporarse al Imperio yuan, lo cual era totalmente inaceptable para los vietnamitas.
En 1268, la corte de Yuan envió a Hulonghaiya a la capital vietnamita para reemplazar a Nanladin como supervisor de Annam con su asistente Zhang Tingzhen. Al año siguiente, Zhang reemplazó a Hulonghaiya como supervisor mientras ostentaba el prestigioso título de Maestro de subvenciones para la precedencia judicial. Al llegar a la capital de Vietnam, Thăng Long, Zhang entregó el edicto de Kublai Kan, pero el rey Thánh Tông se mantuvo de pie, en lugar de inclinarse, para recibirlo. Zhang, molesto por tal acción, acusó al rey de mantener conexiones con la dinastía Song en el sur de China, y lo amenazó con las fuerzas militares de Yuan: un millón de soldados de Yuan que estaban sitiando Xiangyang «podría llegar a Đại Việt» en menos de dos meses. Según fuentes chinas, esto asustó al rey vietnamita e hizo que se inclinara ante el edicto. No obstante, el rey se enfurecía cada vez más a medida que continuaba el diálogo con Zhang. Por lo tanto, ordenó a los guardias sacar sus espadas y rodear a Zhang para amenazarlo. Al ver esto, Zhang desató su arco y su espada y los dejó en el suelo en medio del pasillo, diciendo: «¡Mira lo que puedes hacerme!». El rey vietnamita y sus guardias quedaron impresionados con el coraje de Zhang. En 1269, Trần Thánh Tông recordó a la corte de Yuan que los dos comerciantes musulmanes habían muerto, por lo que enviaría los dos grandes elefantes exigidos por Huilonghaiya en el año del tributo correspondiente. Al año siguiente, la Secretaría del Yuan envió un mensaje al rey vietnamita, citando las palabras de los Anales de primavera y otoño para castigarlo por no «haberse inclinado ante el edicto imperial; por haber tratado al emisario del Hijo del Cielo [Kublai] inapropiadamente; por haber presentado medicinas de mal sabor y por ser deshonestos en el asunto de los comerciantes musulmanes.» Trần Thánh Tông rechazó estas acusaciones en su carta escrita en chino clásico a Kublai el próximo año (1271). En los dos años siguientes, Kublai envió nuevos supervisores a Đại Việt, exigiendo que registraran las columnas de cobre perdidas de Ma Yuan que se erigieron después de que la rebelión de las hermanas Trưng fuera reprimida en el 43 d. C., y uno de estos quiso nuevamente que Trần Thánh Tông fuera en persona a presentarse en Dadu. El rey se negó.
En 1278 murió Trần Thái Tông, el rey Trần Thánh Tông se retiró y nombró sucesor al príncipe heredero Trần Khâm, pasándose a llamar Trần Nhân Tông (conocido por los mongoles como Trần Nhật Tôn). Kublai envió una misión dirigida por Chai Chun a Đại Việt, quien nuevamente instó al nuevo rey a venir a China en persona, a lo que el rey se resistió como su antecesor. Frustrados con estas misiones diplomáticas fallidas, muchos funcionarios yuan instaron a Kublai a enviar una expedición punitiva contra Đại Việt. En 1283, Kublai Kan envió un mensaje a Đại Việt de que tenía la intención de enviar ejércitos yuan a través del territorio vietnamita para atacar el reino de Champa, con demandas de provisiones y otros pedidos para el ejército mongol.
En 1284, Kublai eligió a su hijo Toghan (en vietnamita, Thoát Hoan) para que comande los ejércitos con el fin de conquistar Champa. Toghan exigió a los vietnamitas una ruta a Champa, que atraparía al ejército cham tanto por el norte como por el sur. Mientras que Thánh Tông y Nhân Tông inicialmente aceptaron la demanda de mala gana, luego la negaron, y ordenaron una guerra defensiva contra el ejército mongol. Un enviado de Yuan registró que los vietnamitas ya habían enviado 500 barcos para ayudar a los cham. Como la invasión mongola era inminente, en 1284, el rey Nhân Tông celebró la Conferencia de todos los vietnamitas de Diên Hồng (en vietnamita, Hội Nghị Diên Hồng), con la participación de todos los nobles y funcionarios. Todos los miembros de la Conferencia acordaron resistir la invasión mongola en lugar de aceptar el sistema darughachi. El rey ordenó a todos los regulares y militares que se tatuaran en las manos dos palabras: "Sát Thát" (殺韃, muerte a los tártaros).

### Campaña

#### Avance mongol (enero a mayo de 1285)
El principal ejército yuan dirigido por Toghon contaba de al menos ocho tumens, como se dice en la Yuán Shǐ (Historia de Yuan), con el apoyo de unos 20 000 partidarios yurchen y hans desarmados, y con muchos veteranos como el uigur Ariq Qaya, el tangut Li Heng, Bolqadar y Mangqudai. Se informó que las fuerzas vietnamitas eran de 100 000 hombres. Las tropas de Yuan cruzaron el Paso de la Amistad (puerta de la frontera sino-vietnamita) el 27 de enero de 1285, divididas en seis columnas que avanzaban por los ríos. Después de atravesar los terrenos montañosos clavos recolectores de clavos y trampas a lo largo de la carretera, las fuerzas mongoles al mando de Omar llegaron a Vạn Kiếp (actual provincia de Hải Dương) el 10 de febrero, y tres días después rompieron las defensas vietnamitas para llegar a la orilla norte del río Cầu. El 18 de febrero los mongoles utilizaron los barcos enemigos capturados, derrotaron a los vietnamitas y lograron cruzar el río. Todos los prisioneros sorprendidos con la palabra "Sát Thát" tatuada en sus brazos fueron ejecutados. En lugar de avanzar más al sur después de su victoria, las fuerzas de Yuan permanecieron parientes en la orilla norte del río, combatiendo escaramuzas diarias, pero logrando pequeños avances con los vietnamitas en el sur.
En un movimiento de pinza, Toghon envió a un oficial llamado Tanggudai para instruir a Sogetu, que estaba en Huế, que marchara hacia el norte mientras al mismo tiempo enviaba frenéticos llamamientos en busca de refuerzos desde China, y le escribió al rey vietnamita que las fuerzas yuan habían entrado no como enemigos, sino como aliados contra Champa. A finales de febrero, las fuerzas de Sogetu marcharon desde el sur, encontrando poca resistencias, penetraron el paso de Nghệ An, capturaron las ciudades de Vinh y Thanh Hóa, las bases de suministro vietnamitas en Nam Định y Ninh Bình. Entre los prisioneros había 400 oficiales song que luchaban junto a los vietnamitas. Sogetu avanzó desde el sur y obligó a los vietnamitas a retirar muchas de sus unidades en el norte para detenerlo en el sur.
Con las defensas enemigas debilitadas, las fuerzas mongolas, bajo los generales Manggudai, Bolqadar y Satartai al frente de las tropas terrestres; y Li Heng y Omar al mando de la marina, lanzaron una gran ofensiva contra las fuerzas vietnamitas en marzo de 1285. Cuando la flota del príncipe Trần Quốc Tuấn fue derrotada, el rey tuvo que pasar al mar, luego al río Đuống, mientras que el enemigo destruyó varias catapultas vietnamitas (Hu dun pao) a lo largo del río Rojo, a la vez que capturaba con éxito la capital de Đại Việt, Thăng Long. Muchos miembros de la realeza y los nobles vietnamitas se asustaron y desertaron en favor de los yuan, incluido el príncipe Trần Ích Tắc. Planeando debilitar la fuerza de los mongoles, la familia real vietnamita abandonó la capital y se retiró al sur mientras realizaba una campaña de tierra quemada abandonando capitales y ciudades, quemando aldeas y cultivos donde luego irían a ocupar los mongoles.
El rey Trần Nhân Tông y su ejército lograron escapar a Nam Định y se concentraron nuevamente ahí. El rey trató de evitar que Sogetu se encuentre con Toghon, pero fracasó y la familia real se vio obligada a retirarse a la provincia costera de Quảng Ninh. Las fuerzas de Yuan al mando de Omar lanzaron dos ofensivas navales en abril y nuevamente empujaron a las fuerzas vietnamitas hacia el sur. En el mismo mes, mientras los vietnamitas expresaron su disposición a negociar, los emisarios yuan le dijeron al rey vietnamita Trần Nhân Tông: «Ya que [usted] quiere la paz, ¿por qué no viene en persona?» Otra vez el rey hizo caso omiso del pedido. Las fuerzas vietnamitas bajo el príncipe Trần Quốc Tuấn continuaron resistiendo, empleando tácticas de guerrilla para privar de suministros a los mongoles.

#### Contraataque vietnamita (mayo a junio de 1285)
En mayo de 1285, la situación comenzó a cambiar cuando los suministros de los Yan se agotaban, tras lo cual Toghon ordenó a Sogetu que dirigiera a sus tropas a atacar Nam Định (la principal base vietnamita) para incautar alimentos. En Thăng Long, la situación de las fuerzas yuan se volvió más desesperada. Además de la escasez de alimentos, el calor del verano y las enfermedades también se cobraron vidas. Estaban encerrados en la ciudad y en entornos donde la caballería mongol era ineficaz. En una batalla en el paso de Hàm Tử (actual distrito de Khoái Châu, Hưng Yên) a finales de mayo de 1285, un contingente de tropas yuan fue derrotado por una fuerza guerrillera que consistía en antiguas tropas song dirigidas por Zhao Zhong bajo el mando del príncipe Nhật Duật y milicias nativas. El 9 de junio de 1285, las tropas mongoles evacuaron Hanói para retirarse a China.
Al ver el movimiento de los mongoles, el príncipe Quốc Tuấn concluyó que el ejército mongol estaba debilitado y decidió aprovechar la oportunidad para atacar, seleccionando campos de batalla donde la caballería mongol no podía emplearse plenamente. Tomando ventaja de la situación, mandó a la flota vietnamita, al mando del príncipe Trần Quốc Tuấn, hacia al norte, para luego atacar Vạn Kiếp, un importante campamento mongol, y de esta forma cortó los suministros mongoles. Muchos generales yuan murieron en la batalla, incluido el mayor Li Heng, quien fue alcanzado por una flecha envenenada. Cuando las fuerzas yuan se empantanaron en el delta del río Rojo, dispersando su poderío, y mientras los cham perseguían a Sogetu mientras se dirigía hacia el norte, el 24 de junio, el duque Trần Quang Khải y los cham lanzaron un contraataque en Chương Dương, destruyeron al ejército de Sogetu, matándolo finalmente. Para proteger a Toghon de las flechas, los soldados hicieron una caja de cobre en la que lo escondieron hasta poder llegar a la frontera de Guangxi. Omar y Liu Gui, un comandante naval de Yuan, corrieron a la playa, encontraron un bote pequeño y navegaron de regreso a China. Los remanentes yuan se retiraron a China a fines de junio de 1285 cuando el rey y la realeza vietnamita regresaron a la capital Thăng Long, después de la costosa guerra de resistencia de seis meses. Con la muerte de Sogetu, Li Heng y la huida de Omar, el general mongol Yiqmis asumió el mando de la armada, estacionando en Huế durante un año antes de que se ordenara a su flota regresar a China.

## Tercera invasión mongola en 1287-88

Tercera invasión mongola de Vietnam (1287-1288).

### Antecedentes y preparativos
En 1286, Kublai Kan nombró al hermano menor de Trần Thánh Tông, el príncipe Trần Ích Tắc, como rey de Đại Việt desde el exilio, con la intención de tratar con el titular Trần Nhân Tông, que no cooperaba. Trần Ích Tắc, que ya se había rendido a los mongoles, estaba dispuesto a liderar un ejército yuan en Đại Việt para tomar el trono. Kublai Kan canceló los planes en curso para una tercera invasión de Japón para concentrar los preparativos militares en el sur. Kublai acusó a los vietnamitas de asaltar China, e insistió en que los esfuerzos de China deberían dirigirse a ganar la guerra contra Đại Việt.
En octubre de 1287, las fuerzas terrestres yuan comandadas por Toghon se trasladaron hacia el sur desde Guangxi y Yunnan en tres divisiones dirigidas por el general Abachi y Changyu, mientras que la expedición naval era comandada por los generales Omar, Zhang Wenhu y Aoluchi. De esta manera, el ejército se complementó con una gran fuerza naval que avanzó desde Qinzhou, con la intención de formar un gran movimiento de pinzas contra los vietnamitas. La fuerza estaba compuesta por tropas mongoles, jurchen, han, zhuang y li. Las fuerzas totales mongolas reunieron hasta 170 000 hombres para esta invasión.

### Campaña

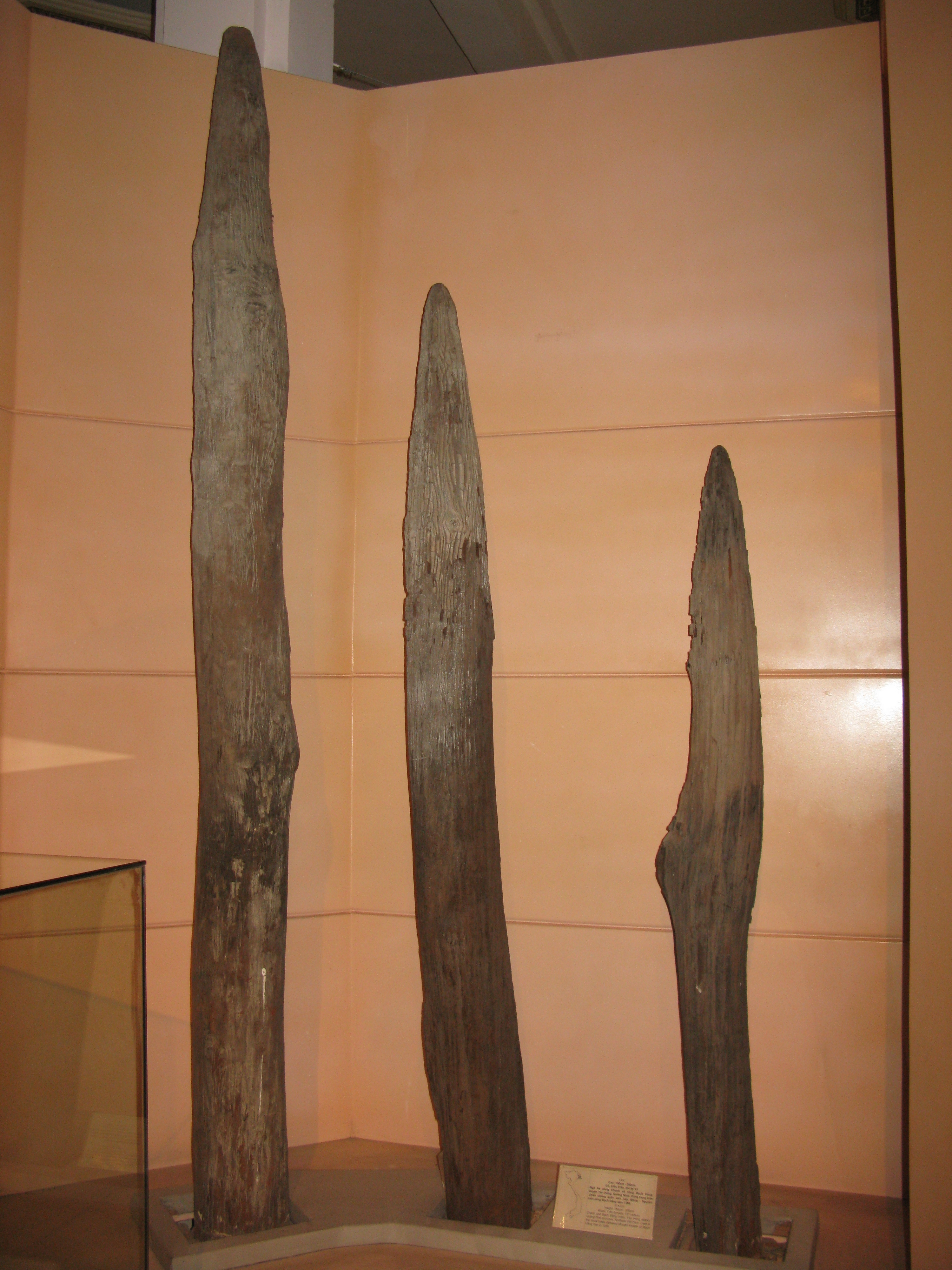
Estacas de madera del río Bạch Đằng en el Museo de Vietnam.

Los Yuan tuvieron éxito en las primeras fases de la invasión, ocupando y saqueando la capital de Đại Việt.
En enero de 1288, cuando la flota de Omar atravesaba la bahía de Ha Long para unirse a las fuerzas de Toghon en Vạn Kiếp (actual provincia de Hải Dương), seguida por la flota de suministros de Zhang Wenhu, la armada vietnamita al mando del príncipe Trần Khánh Dư atacó y destruyó a la flota de Wenhu. Tanto el ejército terrestre yuan, bajo el mando de Toghan, y la flota naval, bajo el mando de Omar, ya se encontraban en Vạn Kiếp, y desconocían la pérdida de su flota de suministros. A pesar de eso, en febrero de 1288 Toghon ordenó atacar a las fuerzas vietnamitas. Toghon regresó a la capital Thăng Long para saquearla en busca de comida, mientras Omar destruía la tumba del rey Trần Thái Tông en Thái Bình.
Debido a la falta de suministros de alimentos, el ejército de Toghon y Omar se retiraron de Thăng Long a su base principal fortificada en Vến Kiếp (noreste de Hanói) el 5 de marzo de 1288. Planearon retirarse de Đại Việt pero esperaron a que llegaran los suministros antes de partir. Como el suministro de alimentos se agotó y sus posiciones se volvieron insostenibles, Toghon decidió el 30 de marzo de 1288 regresar a China. Toghon abordó un gran buque de guerra, pero el resto de las fuerzas terrestres yuan no podían volverse de la misma manera de donde vinieron. Trần Hưng Đạo, consciente de la retirada de los mongoles, se preparó para atacar. Los vietnamitas ya habían destruido puentes, carreteras y creado trampas a lo largo de la ruta de retirada enemiga. Persiguieron a las fuerzas de Toghon hasta Lạng Sơn, donde el 10 de abril, Toghon se vio obligado a abandonar su barco y evitó las carreteras mientras era escoltado de regreso a China por las pocas tropas restantes a través de los bosques. La mayor parte de la fuerza terrestre de Toghon fue asesinada o capturada. Mientras tanto, la flota yuan comandada por Omar se retiraba a través del río Bạch Đằng.
En el río Bạch Đằng en abril de 1288, el príncipe vietnamita Trần Hưng Đạo emboscó a la flota yuan de Omar en la tercera batalla de Bạch Đằng. Las fuerzas vietnamitas colocaron estacas de madera con puntas de metal ocultas en el lecho del río y atacaron a la flota una vez que había sido empalada en las estacas.  El propio Omar fue hecho prisionero de guerra. La flota yuan fue destruida y el ejército se retiró en desorden sin suministros. Pocos días después, Zhang Wenhu, quien pensó que los ejércitos yuan todavía se encontraban en Vạn Kiếp, sin darse cuenta de la derrota de Omar, navegó con su flota de transportes hacia el río Bạch Đằng y fue destruida por la armada vietnamita. Solo Wenhu y unos pocos soldados yuan lograron escapar.
En 1288, el ejército mongol se enfrentó al ejército vietnamita en el río Thái Bình en una batalla durante la cual Toghan fue alcanzado por una flecha envenenada. Varios miles de soldados yuan, que no estaban familiarizados con el terreno, se perdieron y nunca recuperaron el contacto con la fuerza principal. Un relato de la batalla de Lê Tắc, un erudito vietnamita que desertó a la China Yuan en 1285, dijo que los restos del ejército lo siguieron hacia el norte en retirada y llegaron al territorio controlado por los mongoles el día del Año nuevo lunar en 1289. Cuando las tropas yuan fueron retiradas antes de la temporada de malaria, Lê Tắc se fue al norte con ellos. Muchos de sus compañeros, diez mil, murieron entre los pasos de montaña de las tierras fronterizas entre China y Vietnam. Después de la guerra, Lê Tắc se exilió de forma permanente en China, y el gobierno yuan lo designó como Prefecto del Siam Pacificado (Tongzhi Anxianzhou).

## Consecuencias

### Dinastía Yuan
Kublai estaba enojado por las derrotas ante Đại Việt y quería lanzar otra invasión, pero fue persuadido en 1291 de enviar al ministro de Ritos Zhang Lidao para inducir a Trần Nhân Tông a que vaya a la capital imperial. La misión yuan llegó a la capital vietnamita el 18 de marzo de 1292 y se alojó en una casa de huéspedes, donde el rey llegó a un acuerdo con Zhang. Trần Nhân Tông envió una misión con un memorial junto a Zhang Lidao para ser mostrado a Kublai Zhang en China. En el memorial, Trần Nhân Tông explicó su incapacidad para visitar China, excusándose de que, según él mismo dijo, que entre diez enviados vietnamitas a Dadu, seis o siete de ellos murieron en el camino. En lugar de ir personalmente a Dadu solo, el rey vietnamita envió una estatua de oro a la corte Yuan. En septiembre de 1292, los mongoles enviaron otra misión hacía el reino vietnamita. Todavía en 1293, Kublai Kan planeaba una cuarta campaña militar para instalar a Trần Ích Tắc como rey de Đại Việt, pero los planes para la campaña se detuvieron cuando Kublai murió a principios de 1294. El nuevo emperador de Yuan, Timur Kan, anunció que la guerra con Đại Việt había terminado y envió una misión a Đại Việt para restablecer las relaciones amistosas entre los dos países.

### Đại Việt
Tres invasiones mongoles devastaron severamente a Đại Việt, pero los vietnamitas no sucumbieron ante las demandas enemigas. Finalmente, ni un solo rey o príncipe Trần visitó China. Los monarcas Trần de Đại Việt decidieron aceptar la supremacía de la dinastía Yuan para evitar más conflictos. En 1289, Đại Việt liberó a la mayoría de los prisioneros de guerra mongoles de regreso a China, pero Omar, cuyo regreso exigía particularmente Kublai, se ahogó intencionalmente cuando el barco que lo transportaba se hundió. En el invierno de 1289-1290, el gobernante de Đại Việt, Trần Nhân Tông, dirigió un ataque al Laos actual, en contra del consejo de sus asesores, con el objetivo de evitar incursiones de los habitantes de las tierras altas. Las hambrunas y el hambre devastaron el país desde 1290 hasta 1292. No había registros de las causas de las malas cosechas, pero los posibles factores incluían el descuido del sistema de control del agua debido a la guerra, la movilización de hombres lejos de los campos de arroz y las inundaciones o sequías.
En 1293, Kublai detuvo al enviado vietnamita, Đào Tử Kí, porque Trần Nhân Tông se negó a ir a Beijing en persona. El sucesor de Kublai, Timur Kan, liberó a todos los enviados detenidos y reanudó su relación tributaria inicialmente establecida después de la primera invasión, que continuó hasta el final de la dinastía Yuan.
Los viajes de Marco Polo describe la visita de 1288 de Marco Polo a Đại Việt:

Cangigu Giao Chỉ es una provincia del Levante. Tiene sus reyes. La gente es idólatra. Tiene lengua propia. Se rindieron al Gran Kan y le pagan cada año un tributo. El rey es tan dado a la lujuria que tiene 300 mujeres, y cuando ve a una mujer hermosa en su país, la hace venir en seguida a su palacio.

Esta provincia es abundante en oro. Recogen especias muy caras en gran abundancia; pero como están muy lejos del mar, sus mercaderías valen poco, pues no tienen salida. Tienen elefantes y otros animales. Viven de carne, de arroz y de leche. No tienen vino de uva, pero sí de arroz con especias. Los varones y hembras se pintan la piel, es decir, que con agujas candentes dibujan en la piel leones, dragos, trasgos y pájaros e imágenes; luego les pasan tintas de colores y las graban tan profundamente que el color ya no se borra. También hacen lo mismo con la cara, el cuello y el vientre, en las manos y piernas y en todas las partes del cuerpo, y esto en ellos es distintivo de nobleza. Cuanto más pintados están más consideración merecen y pasan por más hermosos.

### Champa
El reino de Champa decidió aceptar la supremacía de la dinastía Yuan y también estableció una relación tributaria con los mongoles. En 1305, el rey cham Chế Mân (r. 1288 - 1307) se casó con la princesa vietnamita Huyền Trân (hija de Trần Nhân Tông) y le cedió las provincias Ô y Lý a Đại Việt.

### Legado
A pesar de las derrotas militares sufridas durante las campañas, a menudo los historiadores las consideran un éxito para los mongoles debido al establecimiento de relaciones tributarias con Đại Việt y Champa. El objetivo inicial de los mongoles de colocar a Đại Việt, un estado tributario de la dinastía Song del Sur, como su propio estado tributario, se logró después de la primera invasión. Sin embargo, los mongoles no lograron imponer sus demandas de mayores tributo y supervisión directa de los darughachi sobre los asuntos internos de Đại Việt durante su segunda invasión y su objetivo de reemplazar a Trần Nhân Tông, que no cooperaba, por Trần Ích Tắc como rey de Đại Việt, durante la tercera invasión. No obstante, se establecieron relaciones amistosas y Đại Việt continuó rindiendo homenaje a la corte mongola.
La historiografía vietnamita enfatiza las victorias militares vietnamitas. Las tres invasiones, y la batalla de Bạch Đằng en particular, se recuerdan en Vietnam y en la historiografía vietnamita como ejemplos prototípicos de la resistencia vietnamita contra la agresión extranjera.